# Withuishof
De Withuishof is een neoclassicistisch landhuis gelegen aan de rand van Scharn in het oostelijk deel van de gemeente Maastricht. Zowel het woonhuis als de eraan vast gebouwde herenhoeve zijn sinds 1967 rijksmonumenten en worden gerekend tot het Buitengoed Geul & Maas.

## Geschiedenis en bewoners
De oorsprong van het huis Withuishof is niet bekend, maar gaat in elk geval terug tot de 17e eeuw. In de 18e eeuw was het een herenhoeve in bezit van Mathias Sleypen (1729-1798), wijnhandelaar te Maastricht en sinds 1773 eigenaar van het Sibberhuuske. Deze verkocht het in 1792 aan Jean Schoenmaeckers (1746-1811), landmeter, schout, secretaris der vrije rijksheerlijkheid Berg en Terblijt en secretaris der heerlijkheid Strucht en rentmeester van het klooster Sint-Gerlach. In 1792 en 1795 trouwden twee dochters van Sleypen, Maria Anna Sibylle en Anna Philippina, met twee zoons van Jean Schoenmaeckers, Martin Jacob en Johan Balthasar, waardoor geld en goederen samenvloeiden in één familie. De families Sleypen en Schoenmaeckers zouden in en na de Franse tijd door het strategisch opkopen van voormalig kerkelijk en adellijk goed een 'vastgoedimperium' stichten dat zijn weerga niet kende in Zuid-Limburg.
In 1801 werd het woongedeelte van de 17e-eeuwse herenhoeve in opdracht van de familie Schoenmaeckers ingrijpend vernieuwd, mogelijk naar plannen van Mathias Soiron. Rond 1880 werd het gebouw aanzienlijk uitgebreid.
Vanaf 1952 werd de Withuishof als buitenverblijf gebruikt door de zusters ursulinen, zowel voor zichzelf als voor hun pensionaires. Zij noemden het "Casa Angela", naar de stichteres van de ursulinen, de heilige Angela Merici. Vanaf 1993 was het landhuis in handen van de familie Boels, die het verhuurde, onder andere aan een advocatenkantoor. Het gebouw werd omstreeks 2015 in fasen gerenoveerd en is daarbij ingericht als verzamelkantoor.
Het boerderijgedeelte is vermoedelijk in de 20e eeuw afgescheiden van het herenhuis. In het verlengde van de noordelijke boerderijvleugel werd toen een woonhuis gebouwd. Omstreeks 2020 verkochten de laatste eigenaren, de gebroeders Prickaerts, het boerderijgedeelte aan een projectontwikkelaar die het wil restaureren en er een hospice in wil onderbrengen.

## Beschrijving van het huis

### Exterieur
Hoewel in oorsprong 17e-eeuws, is de Withuishof in zijn huidige vorm een neoclassicistisch landhuis uit het begin van de 19e eeuw. Een deel van de rechtervleugel en de met frontons versierde toren zijn eerst na het midden van de 19e eeuw - wellicht omstreeks 1880 - opgetrokken. Het hoofdgebouw met twee verdiepingen onder een mansardedak, een aansluitende eenlaagsvleugel met schilddak en de bijgebouwen liggen rondom een binnenplaats. De gebouwen zijn opgetrokken in baksteen met hardstenen deur- en vensteromlijstingen en mergelstenen hoekblokken. De lisenen in de hoofdvleugel zijn van pleisterwerk. De buitenmuren zijn gewit.
Het boerderijgedeelte, dat samen met het herenhuis een vierkantshoeve vormt, is op een onbekend tijdstip afgesplitst van het herenhuis door de bouw van een dwars over de binnenplaats lopende scheidsmuur. De hoeve dateert vermoedelijk uit 1801 en wordt anno 2025 gerestaureerd. Op de noordoosthoek is later een bakstenen boerderijwoning aangebouwd.
Aan de westzijde van het herenhuis is een Engelse tuin aangelegd. Deze landschapstuin met twee mergelstenen muren en diverse oude bomen is beschermd als gemeentelijk monument. Een achttal bomen, waaronder vier bruine beuken, zijn daar het rijk aangewezen en staan op de monumentale bomenlijst. Ook de percelen ten noorden van de Withuishof, deels ingericht als boomgaard en onderdeel van het groengebied Withuisveld, zijn beschermd als gemeentelijk monument.

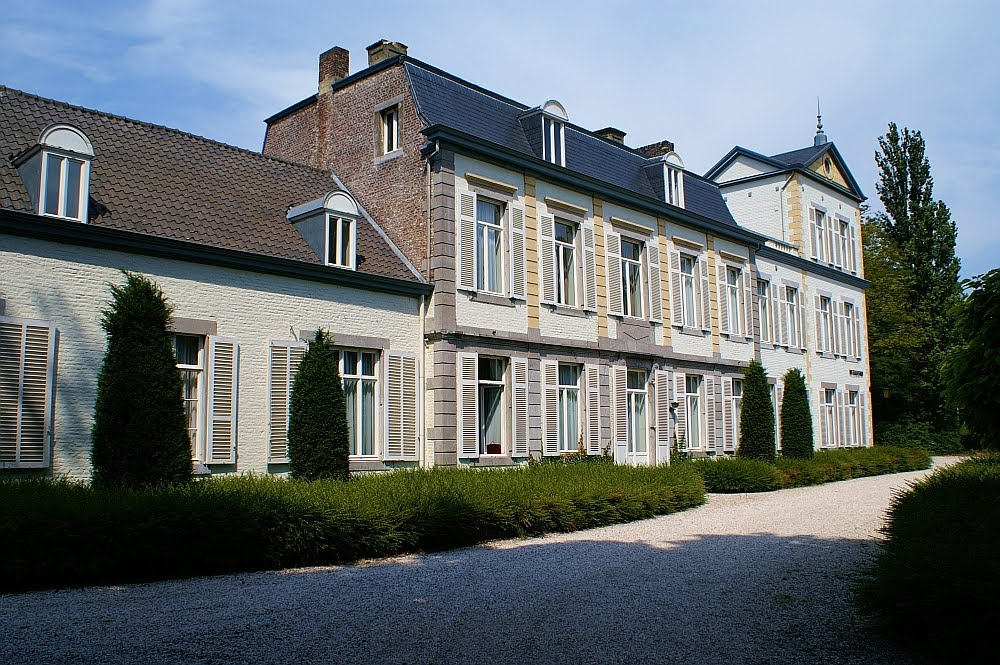
Zuidwestaanzicht
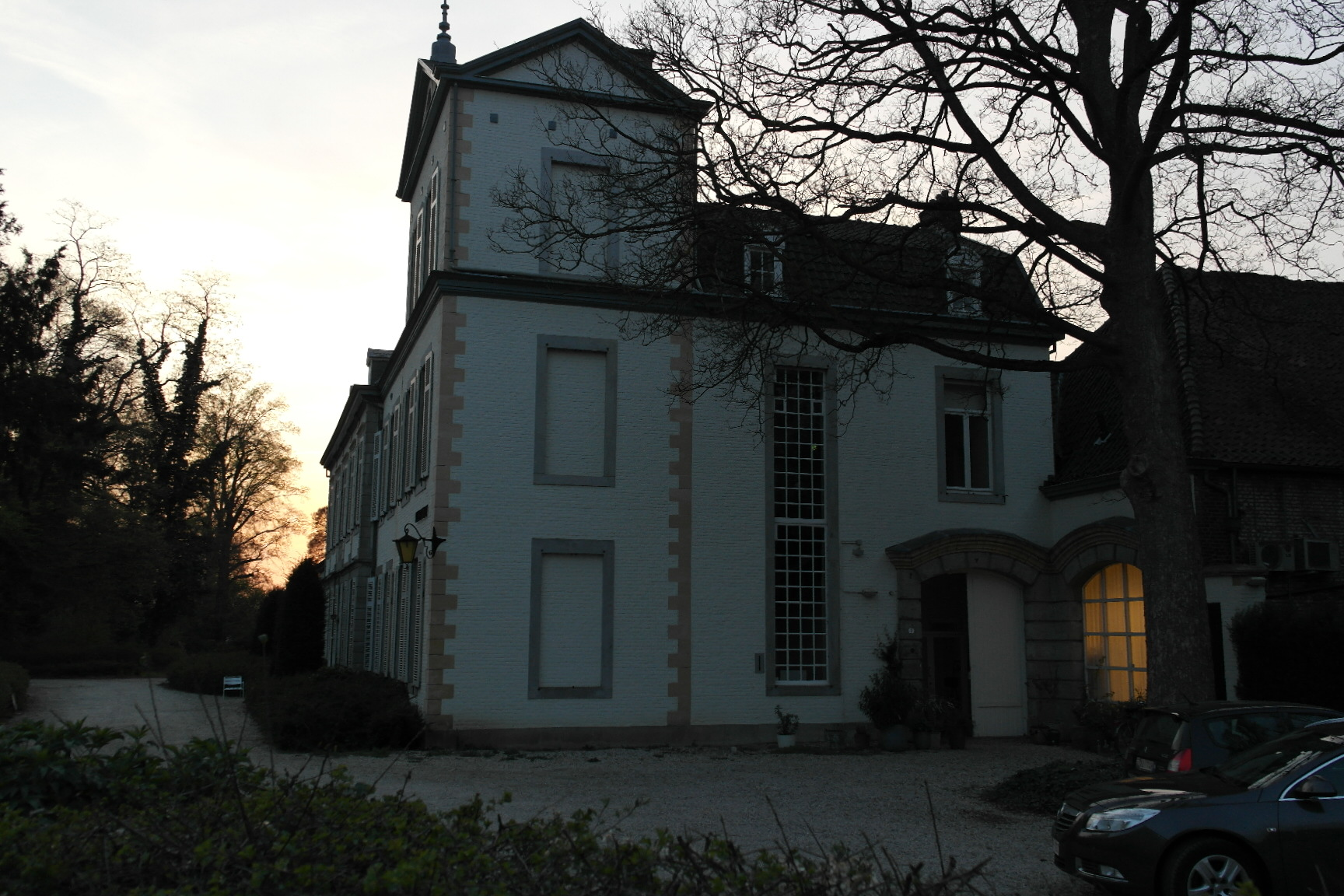
Zuidoostaanzicht
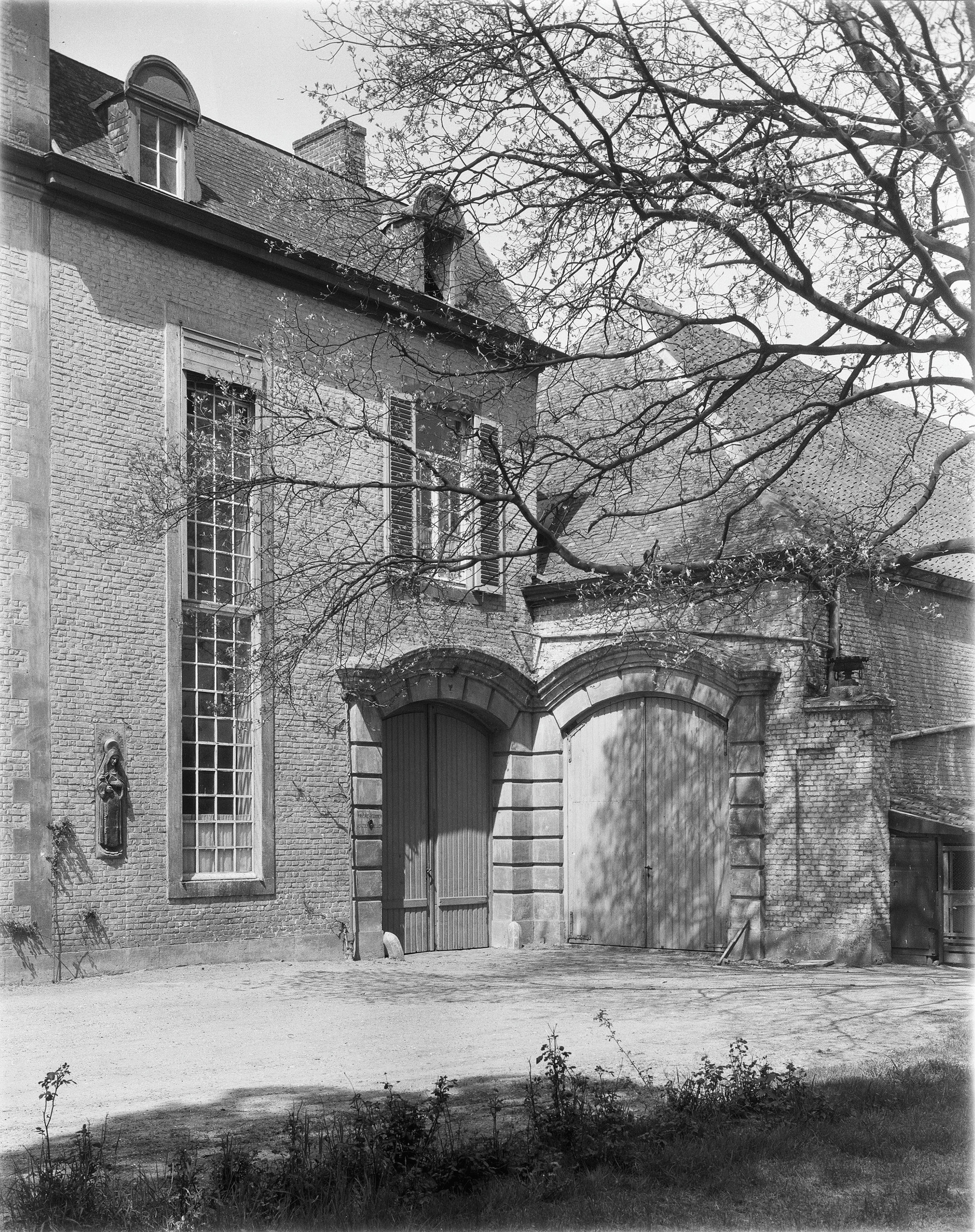
Detail oostgevel, 1954
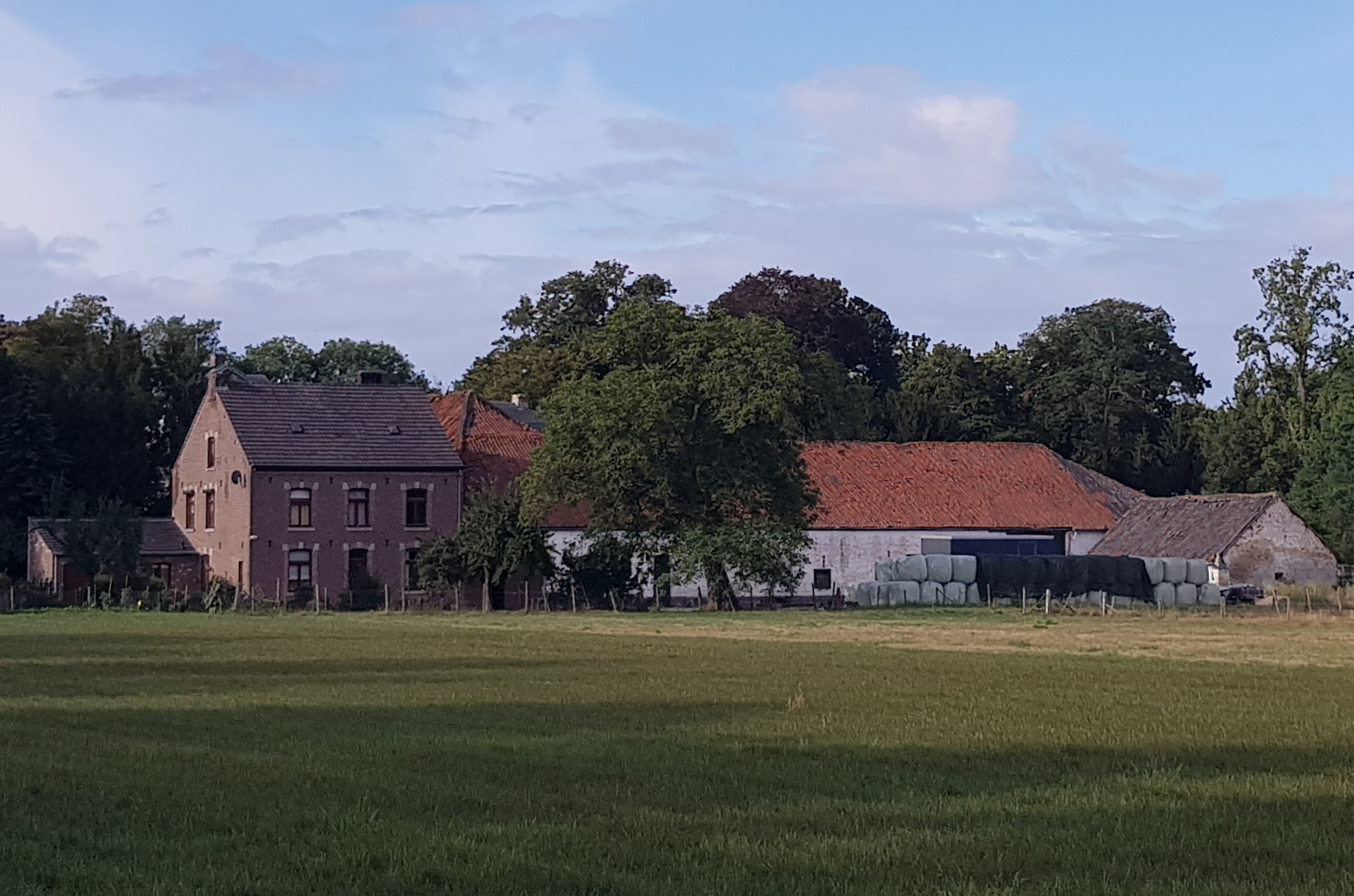
Boerderijgedeelte vanuit het noorden

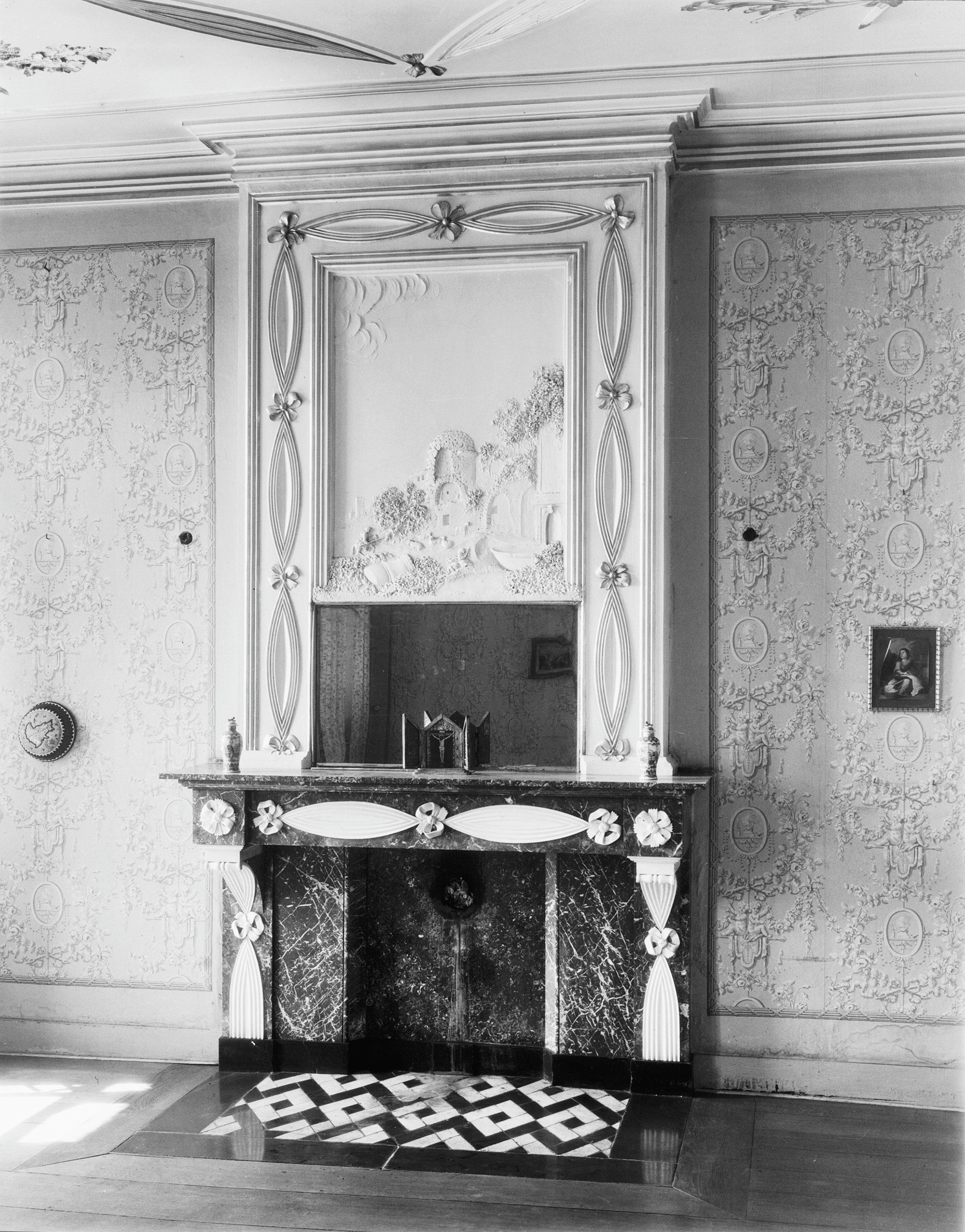
Schoorsteenmantel (1954)

### Interieur
De Withuishof bezat ooit een rijk interieur, waarvan slechts delen bewaard zijn gebleven. Bijzonder is met name het empire-stucwerk in de grote salon op de begane grond. Deze salon is met zekerheid ontworpen door Mathias Soiron. Het stucwerk van het plafond en de schoorsteenmantel met een ruïnelandschap doen sterk denken aan het werk van Petrus Nicolaas Gagini. Elders in het gebouw bevindt zich een schoorsteenmantel in Lodewijk XVI-stijl, een fragment van een kariatidenschouw, vermoedelijk afkomstig uit de vroegere keuken, en twee haardplaten. De vroeg-19e-eeuwse trap is in 1911 uit de middenvleugel overgebracht naar de ruimte naast de vestibule. Enkele gietijzeren handgrepen van ramen hebben de vorm van druiven, Bacchus of de hoorn des overvloeds.
Een van de paardenstallen is overdekt met troggewelven en voorzien van paardenboxen met ijzersmeedwerk uit de bouwtijd (begin 19e eeuw).